# Fighting to Survive

Fighting to Survive est un film hongkongais réalisé par Abe Kwong et Dayo Wong, sorti le 31 janvier 2002.

## Synopsis
Ah Gai est un jeune homme étrange, bloqué à Tuen Mun à la suite d'un traumatisme, mais à la recherche du succès. Il pense avoir trouvé le filon en montant une compagnie de gardes du corps et se met à la recherche d'employés qualifiés.

## Fiche technique
- Titre : Fighting to Survive
- Titre original : Yuk mun gai bo bil (一蚊雞保鑣)
- Réalisation : Abe Kwong et Dayo Wong
- Scénario : Abe Kwong et Dayo Wong
- Production : Abe Kwong et Dayo Wong
- Musique : Inconnu
- Photographie : Inconnu
- Montage : Inconnu
- Pays de production : Hong Kong
- Format : Couleurs - 1,85:1 - Dolby Digital - 35 mm
- Genre : Comédie
- Durée : 96 minutes
- Date de sortie : 31 janvier 2002 (Hong Kong)

## Distribution
- Matt Chow : Dee
- Sonja Kwok : Snooker
- Law Lan : La grand-mère
- Lee Lik-chi : Mr Chan
- Miao Fei-Lin : Mme Chan
- Anthony Wong : Le père de Peter
- Dayo Wong : Bon Bon